# پسر با دختر ملاقات می‌کند
پسر با دختر ملاقات می‌کند (به انگلیسی: Boy Meets Girl) نام یک فیلم درام فرانسوی به کارگردانی لئوس کاراکس محصول ۱۹۸۴ است.این اولین فیلم بلند لئوس کاراکس بود که در هفته منتقدان جشنواره فیلم کن سال ۱۹۸۴ به نمایش درآمد.